# Green (cràter)

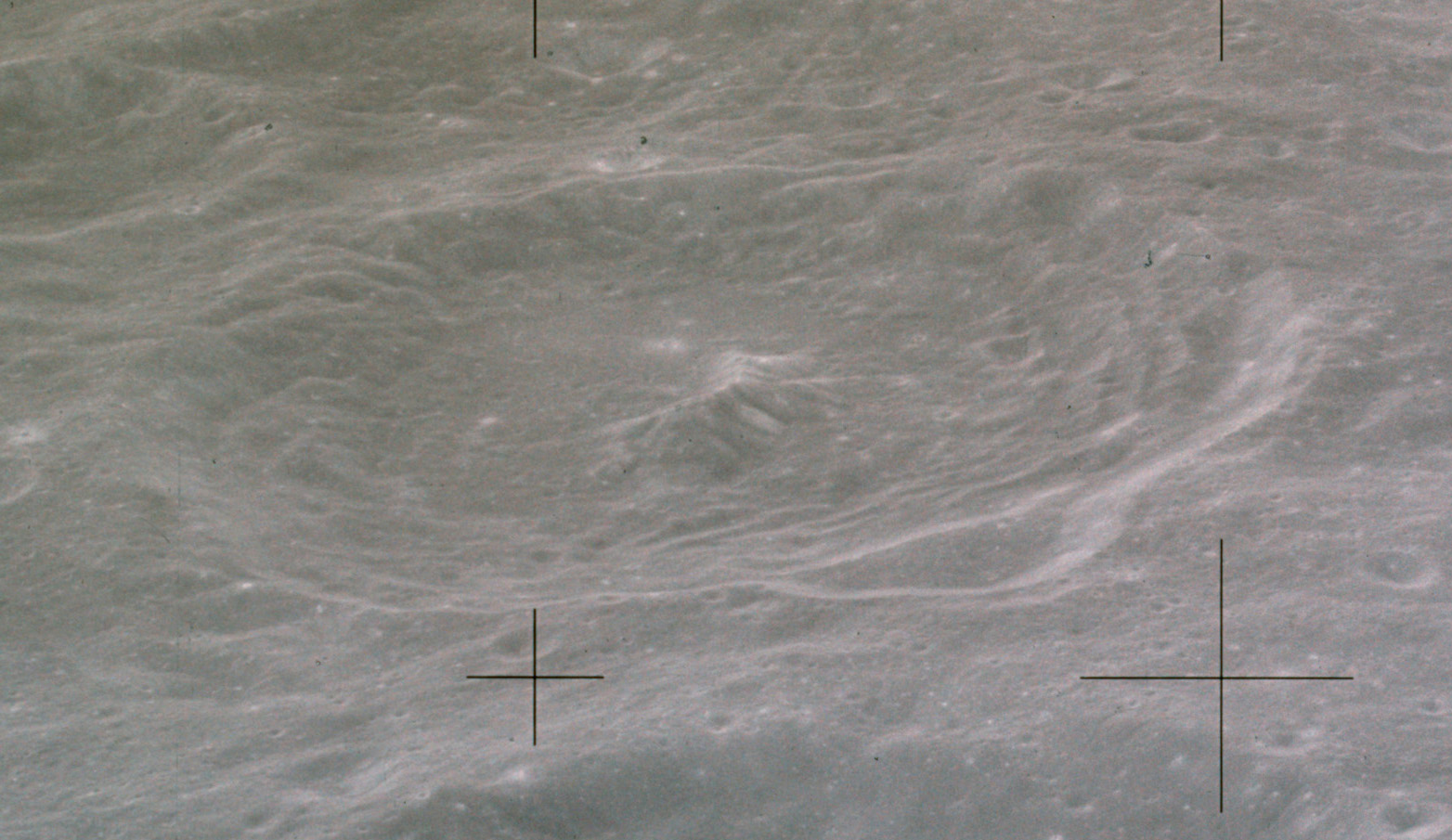
Fotografia de la missió Apol·lo 11

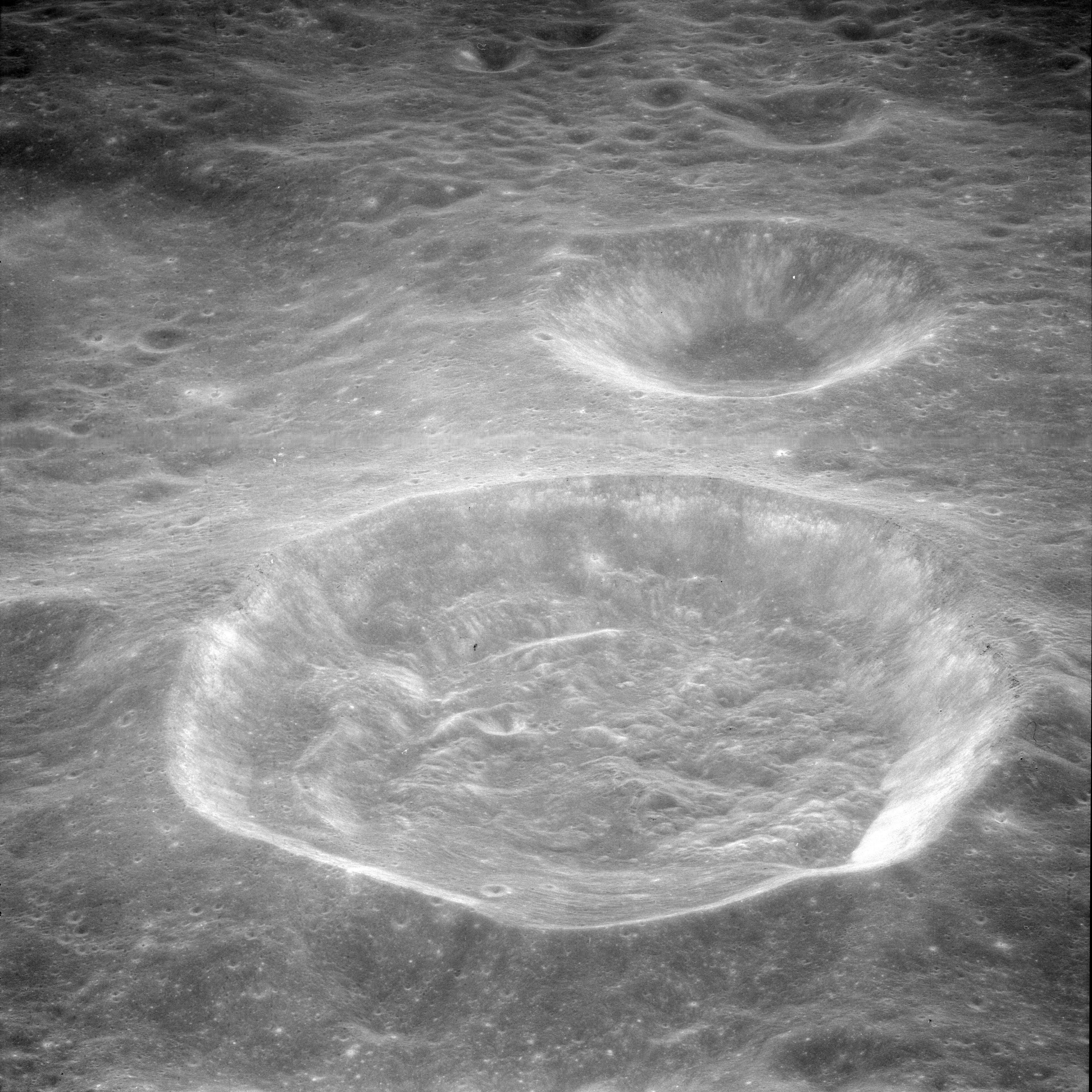
Green M. Fotografia de la missió Apol·lo 11

Green és un cràter d'impacte situat en la cara oculta de la Lluna, just a l'oest de l'enorme plana emmurallada del cràter Mendeléiev, i està gairebé unit amb la vora oest-nord-oest del cràter Hartmann.
|  |  |

Green no s'ha erosionat significativament, encara que alguns cràters petits marquen el seu contorn i les seves parets interiors. El perímetre és gairebé circular, però mostra un sortint cap a l'exterior en el seu costat oriental, amb indicis d'un corriment de terres. Els costats interiors inclouen algunes estructures terraplenades, sobretot cap al nord-est. En el punt central del relativament pla sòl interior presenta una cresta central. El fons del cràter és més pla en la seva meitat occidental, amb algunes elevacions suaus en l'est. Només uns pocs petits cràters marquen el seu interior.

## Cràters satèl·lit
Per convenció aquests elements són identificats en els mapes lunars posant la lletra en el costat del punt central del cràter que està més prop de Green.
|       | \| Green \| Coordenades \| Diàmetre \| \| ----- \| ------------------------------------ \| -------- \| \| M \| 0° 54′ N, 132° 54′ E / 0.9°N,132.9°E \| 37 km \| \| P \| 1° 00′ N, 131° 48′ E / 1.0°N,131.8°E \| 21 km \| \| Q \| 2° 48′ N, 131° 42′ E / 2.8°N,131.7°E \| 16 km \| \| R \| 3° 24′ N, 131° 00′ E / 3.4°N,131.0°E \| 33 km \| |          |
| Green | Coordenades | Diàmetre |
| M     | 0° 54′ N, 132° 54′ E / 0.9°N,132.9°E | 37 km    |
| P     | 1° 00′ N, 131° 48′ E / 1.0°N,131.8°E | 21 km    |
| Q     | 2° 48′ N, 131° 42′ E / 2.8°N,131.7°E | 16 km    |
| R     | 3° 24′ N, 131° 00′ E / 3.4°N,131.0°E | 33 km    |

El cràter satèl·lit Green M presenta un sistema de marques radials i en conseqüència està classificat com a part del Període Copernicà.

### Altres referències
- (WGPSN), IAU Working Group for Planetary System Nomenclature. «Gazetteer of Planetary Nomenclature. 1:1 Million-Scale Maps of the Moon» (en anglès).  UAI / USGS, 13-02-2013. [Consulta: 6 abril 2016].
- Andersson, L. E.; Whitaker, E. A.,. NASA Catalogue of Lunar Nomenclature (en anglès).  NASA RP-1097, 1982.
- Blue, Jennifer. «Gazetteer of Planetary Nomenclature» (en anglès).  USGS, 25-07-2007. [Consulta: 2 gener 2012].
- Bussey, B.; Spudis, P.. The Clementine Atlas of the Moon (en anglès).  Nueva York: Cambridge University Press, 2004. ISBN 0-521-81528-2.
- Cocks, Elijah E.; Cocks, Josiah C.. Who's Who on the Moon: A Biographical Dictionary of Lunar Nomenclature (en anglès).  Tudor Publishers, 1995. ISBN 0-936389-27-3.
- McDowell, Jonathan. «Lunar Nomenclature» (en anglès).   Jonathan's Space Report, 15-07-2007. [Consulta: 2 gener 2012].
- Menzel, D. H.; Minnaert, M.; Levin, B.; Dollfus, A.; Bell, B. «Report on Lunar Nomenclature by The Working Group of Commission 17 of the IAU» (en anglès). Space Science Reviews, 12, 1971, pàg. 136.
- Moore, Patrick. On the Moon (en anglès).  Sterling Publishing Co, 2001. ISBN 0-304-35469-4.
- Price, Fred W. The Moon Observer's Handbook (en anglès).  Cambridge University Press, 1988. ISBN 0521335000.
- Rükl, Antonín. Atlas of the Moon (en anglès).  Kalmbach Books, 1990. ISBN 0-913135-17-8.
- Webb, Rev. T. W.. Celestial Objects for Common Telescopes, 6ª edición revisada (en anglès).  Dover, 1962. ISBN 0-486-20917-2.
- Whitaker, Ewen A. Mapping and Naming the Moon (en anglès).  Cambridge University Press, 2003. 978-0-521-54414-6.
- Wlasuk, Peter T. Observing the Moon (en anglès).  Springer, 2000. ISBN 1-85233-193-3.